# Parabitecta flava
Parabitecta flava là một loài bướm đêm thuộc phân họ Arctiinae, họ Erebidae.